# وجهات ترانسافيا.كوم
قائمة المطارات التي تسير رحلات ترانسافيا.كوم (بما في ذلك الوجهات الموسمية) :

## أفريقيا
- مصر
  - مطار الغردقة الدولي
  - مطار الأقصر الدولي
  - مطار مرسى علم الدولي
  - مطار طابا الدولي
  - مطار شرم الشيخ الدولي
- تونس
  - مطار جربة جرجيس الدولي
  - مطار النفيضة الدولي
  - مطار الحبيب بورقيبة الدولي
- المغرب
  - مطار أغادير المسيرة الدولي
  - مطار مراكش المنارة الدولي

## آسيا
- قبرص
  - مطار لارنكا الدولي
  - مطار بافوس الدولي
- تركيا
  - مطار أنتاليا
  - مطار ميلاس بوردوم بودروم
  - مطار دالامان
  - مطار صبيحة جوكن إسطنبول
  - مطار عدنان مندارس إزمير

## أوروبا
- النمسا
  - مطار إنسبروك
  - مطار سالزبورغ
- كرواتيا
  - مطار بولا
- الدانمارك
  - مطار كوبنهاغن
- فرنسا
  - مطارأرغاسيو-كومبو ديل أورو كورسيكا
  - مطار برغراك دوردوني باريغورد
  - مطار غرونوبل-إيسار
  - مطار لاروشيل-جزيرة راي
  - مطار مونتبيلياه المتوسط
  - مطار نيس الريفيرا الفرنسي
  - مطار تولون هيريس
- ألمانيا
  - مطار برلين تيجيل
  - فيريدريشهافين مطار
  - مطار هامبورغ
- فنلندا
  - مطار روفانيمي
- اليونان
  - مطار أثينا الدولي
  - مطار خانيا الدولي
  - مطار جزيرة خيوس الوطني
  - مطار كورفو الدولي
  - مطار هيراكليون الدولي
  - مطار كلماتا الدولي
  - مطار جزيرة كارباثوس الوطني
  - مطار كافالا الدولي
  - مطار جزيرة كافالونيا الدولي
  - مطار جزيرة كوس الدولي
  - مطار جزيرة كيتيريا الدولي
  - مطار جزيرة ماكونوس الدولي
  - مطار مايتيلان الدولي
  - مطار أكتيون الوطني
  - مطار رهودس الدولي
  - مطار ساموس الدولي
  - مطار سانتوريني (ثيرا) الدولي
  - مطار جزيرة سكياتوس الوطني
  - مطار جزيرة سكيروس الوطني
  - مطار ثيسالونيكي الدولي
  - مطار نيا أنشيالوس الوطني
  - مطار زاكينتوس الدولي
- إيطاليا
  - مطار فيرتيليا ألغيرو
  - مطار كاتانيا فانتنروسا
  - مطار جنوة كريستوف كولومب
  - مطار لاميزيا تيرمي
  - مطار نابولي
  - مطار أولبيا - كوستا سميرالدا
  - مطار باليرمو
  - مطار غاليليو غاليلي
  - مطار فيديريكو فلليني
  - مطار ليوناردو دا فينشي
  - مطار تريفيزو
  - مطار فيرونا
- مالطا
  - مطار مالطا الدولي
- هولاندا
  - مطار ماسترخت آخن
  - مطار سخيبول أمستردام
  - مطار إيلد غرونينغن
  - مطار إيندهوفن
  - مطار روتردام لاهاي
- البرتغال
  - مطار فارو
  - مطار ماديرا
  - مطار لشبونة بورتيلا
  - مطار فرانسيسكو دي سا كارنيرو
- إسبانيا
  - مطار أليكانتي
  - ألميريا مطار
  - مطار لانزاروت
  - مطار فويرتيفنتورا
  - مطار برشلونة الدولي
  - مطار جيرونا كوستا برافا
  - مطار إيبيزا
  - مطار غران كناريا
  - مطار ملقة
  - مطار مينوركا
  - مطار بالما دي مايوركا
  - مطار لا بالما
  - مطار جنوب تينيريفي
  - مطار فالنسيا
- سويسرا
  - مطار جنيف الدولي
- المملكة المتحدة
  - مطار لندن جاتويك